# Кити (Кипр)
Кити (греч. Κίτι) — деревня на юго-восточном побережье Кипра. Расположена у одноимённого мыса, к юго-востоку от города Ларнака и международного аэропорта «Ларнака». Административно относится к району Ларнака Республики Кипр.

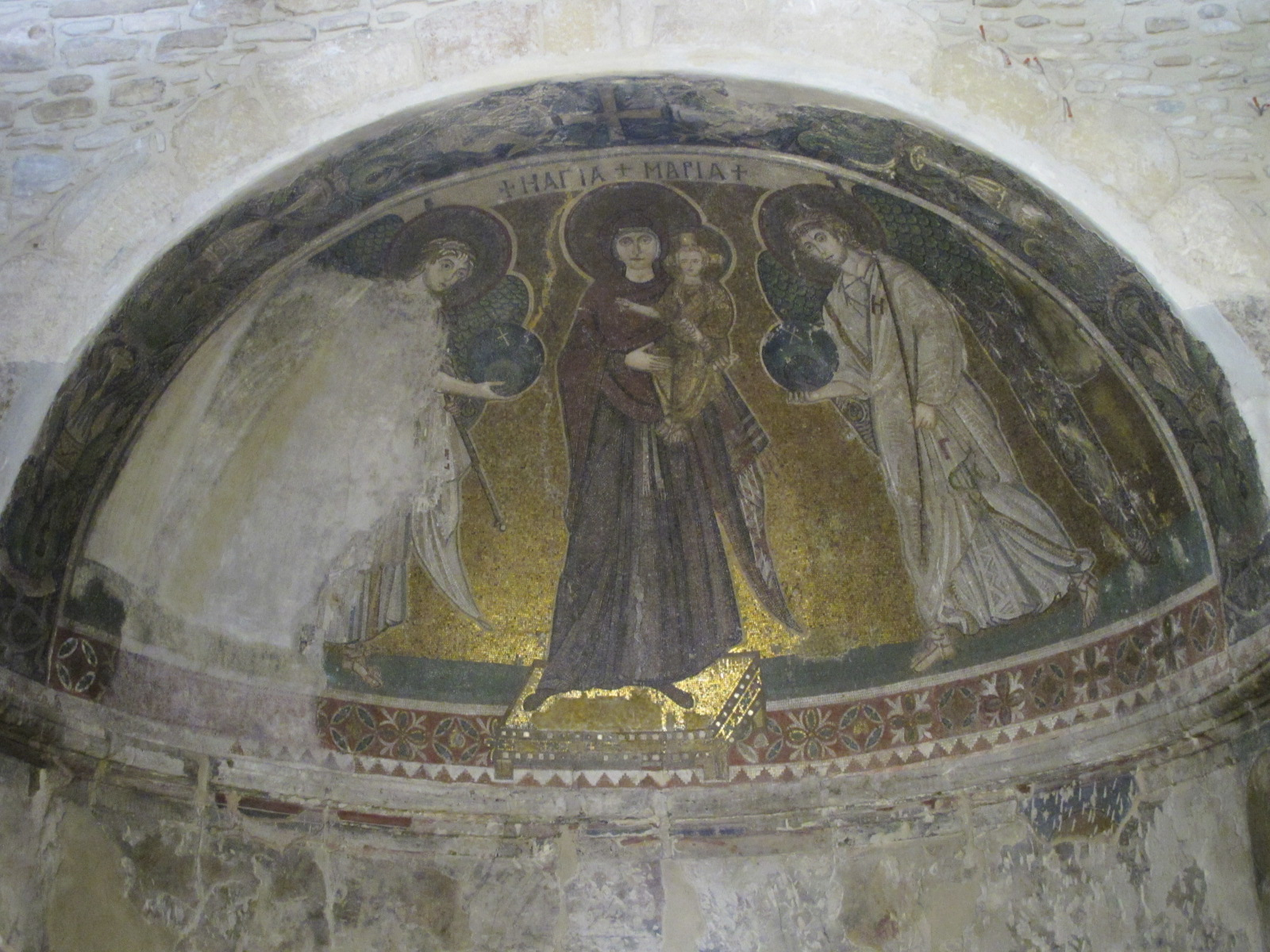
Богоматерь Одигитрия с предстоящими архангелами Михаилом и Гавриилом. Мозаика церкви Панагии Ангелоктисты в Кити. 2-я половина — конец VI века

В Кити находится церковь Панагии Ангелоктисты XI века, перестроенная из ранневизантийской базилики, возможно, V века. Под куполом расположены одноступенчатые повышающиеся подпружные арки. Исследователи единодушно указывают на связь с константинопольским искусством мозаики в апсиде церкви. Богородица представлена в рост между архангелами с Младенцем на левой руке (Одигитрия). Большинство исследователей относят создание мозаики в церкви Панагии Ангелоктисты к VI веку и сходятся во мнении, что она была выполнена позже мозаики в церкви Пресвятой Богородицы Канакарии, то есть после правления императора Юстиниана (527—565).
В 2015 году церковь Панагии Ангелоктисты внесена в предварительный список объектов всемирного наследия ЮНЕСКО на Кипре.